# Adolfo Horta

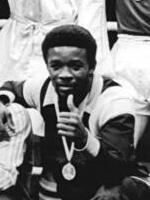
Adolfo Horta im Jahr 1985

Adolfo Horta Martínez (* 10. März 1957 in San Lorenzo bei Santiago de Cuba; † 28. November 2016 in Camagüey) war ein kubanischer Boxer. Er war Weltmeister der Amateure 1978, 1982 und 1986 sowie Gewinner der Silbermedaille bei den Olympischen Spielen 1980 in Moskau im Federgewicht.

## Werdegang
Adolfo Horta wuchs in Camagüey auf und begann dort im Alter von 12 Jahren im Jahre 1969 mit dem Boxen. Er entwickelte sich schnell zu einem Spitzenboxer und wurde 1971 in der Gewichtsklasse bis 40 kg Körpergewicht und 1973 in der Gewichtsklasse bis 51 kg kubanischer Jugendmeister und belegte 1972 in der Gewichtsklasse bis 46 kg Körpergewicht den 3. Platz.
1974 startete er erstmals bei den kubanischen Meisterschaften der Senioren und belegte im Fliegengewicht nach einer Niederlage im Halbfinale gegen Ramón Duvalón den 3. Platz. 1976 wurde er erstmals kubanischer Meister. Er holte sich den Titel im Bantamgewicht mit einem Punktsieg über José Aguilar. Bis zu seinem Karriereende im Jahre 1986 gewann er diesen Titel noch zehnmal im Bantam-Feder- und Leichtgewicht. Er besiegte dabei Weltklasseleute wie Ángel Herrera, Jesús Sollet, Ito Torriente und Ramón Gregoire.
Ab 1976 startete Adolfo Horta auch regelmäßig beim großen internationalen Boxturnier Giraldo Córdova Cardín. Bei seiner ersten Teilnahme in Pinar del Río verlor er den Endkampf im Bantamgewicht noch gegen seinen Landsmann Orlando Martínez. Ab 1977 aber gewann er dieses Turnier bis zum Jahre 1986 insgesamt neun Mal und immer, wenn er daran teilnahm.
Auch bei vielen internationalen Meisterschaften hieß der Sieger Adolfo Horta. Es begann damit im Jahre 1976, wo er in Kingston (Jamaika) erstmals die Centralamerikanischen und Caribbean Championships im Bantamgewicht mit einem Finalsieg über Raul Gonzalez aus Venezuela gewann. Diesen Titel holte er sich auch 1977 in Panama-Stadt mit einem Sieg im Endkampf des Bantamgewichtes über Nelson Trujillo aus Puerto Rico. Im Jahre 1978 startete Adolfo Horta bei der 2. Weltmeisterschaft der Amateure in Belgrad im Bantamgewicht. Es besiegte dort Todor Dinu aus Rumänien nach Punkten, gewann über Raji Lateef aus Nigeria durch Abbruch in der 1. Runde und schlug danach Barnabas Montanez aus Puerto Rico und Stefan Förster aus der DDR mit jeweils 5:0 Punktrichterstimmen. Im Endkampf gegen den Jugoslawen Fazlija Šaćirović musste er schwer kämpfen, um den vom fanatischen Publikum in Belgrad frenetisch angefeuerten Sacirovic knapp mit 3:2 Punktrichterstimmen zu gewinnen. Er gewann damit seinen ersten Weltmeistertitel.
Bei den Panamerikanischen Spielen 1979 in Puerto Rico gewann Adolfo Horta den Titel zwei Gewichtsklassen höher, im Leichtgewicht. Im Finale besiegte er dabei Roberto Andrino aus Puerto Rico nach Punkten. Im Jahre 1980 fuhr er dann als hoher Favorit zu den Olympischen Spielen nach Moskau. Er startete dort im Federgewicht. Adolfo Horta, der ein vorzüglicher Techniker war, der sehr variabel und spektakulär boxte, dabei von schlanker Gestalt war und der für die Gewichtsklassen, in denen er startete, relativ groß war, was ihm immer einen Reichweitenvorteil einbrachte, wurde dieser Rolle zunächst auch gerecht. Er schlug in Moskau den Schweden Odd Bengtsson (5:0), Titi Corcel aus Rumänien (5:0) und Luis Pizarro aus Puerto Rico (5:) jeweils klar nach Punkten. Im Halbfinale kam er zu einem kampflosen Sieg über den Polen Krzysztof Kosedowski und stand im Finale Rudi Fink aus der DDR gegenüber. Mit Fink, der einen halben Kopf kleiner als Horta war, kam er nicht zurecht. Wahrscheinlich hatte er ihn auch unterschätzt. Jedenfalls gaben die Punktrichter am Ende des Kampfes Rudi Fink mit 4:1 Richterstimmen den Punktsieg. Für Adolf Horta blieb daher nur die Silbermedaille.
Adolfo Horta überwand diese Enttäuschung relativ schnell, 1981 wurde er in Montreal Sieger des Welt Cups im Federgewicht. Dabei besiegte er im Endkampf Samson Khatchatrian aus der UdSSR klar nach Punkten. Seine Siegesserie setzte er bei der Weltmeisterschaft 1982 in München fort. Er feierte dort im Federgewicht fünf Siege und wurde zum zweiten Mal Weltmeister. Er erzielte dabei folgende Resultate: Punktsieger (5:0) über Peter Konyegwachie, Nigeria, K.-o.-Sieger 1. Runde über Stefan Sjöstrand, Schweden, Abbruchsieger 2. Runde über Park Chul-Kim, Korea, Punktsieger (4:1) über Richard Nowakowski, DDR und Punktsieger (5:0) über Rawsalin Otgongayar, Mongolei. Im gleichen Jahr siegte er in Havanna auch wieder bei den Mittelamerika- und Karibikmeisterschaften im Federgewicht. Seinen Endkampfgegner Sammy Fuentes aus Puerto Rico schlug er dabei klar nach Punkten.
1983 und 1984 gewann Adolfo Horta in Reno und Los Angeles in sog. Challenge-Matches zweimal gegen den starken US-Amerikaner Bernard Gray. In Reno nach Punkten (5:0) und in Los Angeles durch Abbruch in der 3. Runde. 1983 holte er sich dann in Caracas im Federgewicht zum zweiten Mal den Sieg bei den Panamerikanischen Spielen. Sein Endkampfgegner hieß dort Santos Cordona aus Puerto Rico, gegen den er sicher nach Punkten gewann.
Im Jahre 1984 kam Adolfo Horta durch politische Entscheidungen um die Chance, doch noch Olympiasieger zu werden. Bekanntermaßen boykottierten die sog. sozialistischen Staaten die Olympischen Spiele in Los Angeles. Leidtragende waren die Sportler. Bei dem ersatzweise in Havanna ausgetragenen „Freundschaftsspielen“, bei denen die sozialistischen Staaten am Start waren, siegte Adolfo Horta im Federgewicht. Er besiegte dabei Rawsalin Otgongayar durch Abbruch in der 2. Runde, Frank Rauschning aus der DDR nach Punkten (5:0), Jo Ren Sik aus Nordkorea durch K. o. in der 2. Runde und Serik Nurkazow aus der UdSSR knapp nach Punkten (3:2).
1985 startete Adolfo Horta auch in Deutschland. Beim Chemie-Pokal in Halle (Saale) siegte er dabei im Leichtgewicht mit einem Abbruchsieg in der 3. Runde über Nerguin Enchbat aus der Mongolei. Es zeigte sich in diesem Jahr aber erstmals, dass auch er nicht gegen Niederlagen gefeit war. Er verlor nämlich im Endkampf eines internationalen Turniers in Bydgoszcz/Polen den Endkampf gegen Orzubek Nazarow aus der UdSSR nach Punkten (0:5) und unterlag wenig später bei Strandja-Turnier in Sofia gegen den Einheimischen Christo Furginow ebenfalls nach Punkten.
Bei der Weltmeisterschaft 1986 in Reno trat er jedoch wieder gut vorbereitet an. Er startete im Leichtgewicht und feierte dort fünf Punktsiege in Folge. In seinem ersten Kampf siegte er dabei über Michele Cardanello aus Italien mit 5:0 Punktrichterstimmen. In den folgenden Kämpfen siegte er aber jeweils nur mit 3:2 Punktrichterstimmen. Es waren dies die Kämpfe gegen Fernando Maldonado aus Puerto Rico, Daniel Maero aus Rumänien, Orzubek Nazarow und im Endkampf gegen Engels Pedroza aus Venezuela. Damit gewann er, wenn auch etwas glücklich, seinen dritten Weltmeistertitel. Es war dies der dritte Sieg in der dritten Gewichtsklasse, nachdem er 1978 im Bantam- und 1982 im Federgewicht gewonnen hatte.
Nach diesem Titelgewinn trat Adolfo Horta zurück. Er hat in seiner aktiven Zeit 319 Siege erzielt und nur 27 Kämpfe verloren.

## Nach dem Boxen
Adolfo Horta wurde nach seiner Boxerlaufbahn Regionaltrainer in Camagüey und war auch zweimal für längere Zeit in Mexiko als Trainer tätig. Er starb am 28. November 2016 im Alter von 59 Jahren in einem Krankenhaus in Camagüey an den Folgen eines Schlaganfalls.

## Internationale Erfolge
(OS = Olympische Spiele, WM = Weltmeisterschaft, Fl = Fliegengewicht, Ba = Bantamgewicht, Fe = Federgewicht, Le = Leichtgewicht, damals bis 51 kg, 54 kg, 57 kg u. 60 kg Körpergewicht)
- 1974, 3. Platz, Honved-Cup in Budapest, Fl, nach Punktniederlage im Halbfinale gegen Gil Uk Im, Nordkorea;

- 1974, 2. Platz, Turnier der Freundschaft in Ulaanbaatar, Ba, hinter Wiktor Rybakow,  UdSSR;

- 1976, 2. Platz, Giraldo Córdova Cardín-Turnier in Pinar del Río, Ba, hinter Orlando Martínez, Kuba;

- 1976, 1. Platz, VII. Mittelamerika- u. Karibikmeisterschaften in Kingston (Jamaika), Ba, vor Raúl González, Venezuela;

- 1977, 1. Platz, Giraldo Córdova Cardín-Turnier in Matanzas, Ba, vor Raúl Despaigne, Kuba;

- 1977, 1. Platz, VIII. Centralamer. u. Caribbean Championships in Panama-Stadt, Ba, vor Nelson Trujillo, Puerto Rico u. Alberto Ocampo, Kolumbien;

- 1978, 1. Platz, Strandja-Turnier in  Sofia, Ba, vor Dimitar Pehliwanow, Bulgarien;

- 1978, 1. Platz, Giraldo Córdova Cardín-Turnier in Cienfuegos, Ba, vor Juli Llerena, Kolumbien;

- 1978, 1. Platz, WM in Belgrad, Ba, vor Fazlija Šaćirović, Jugoslawien, Stefan Förster, DDR u. Kim Jung-Chul, Südkorea;

- 1979, 1. Platz, Giraldo Córdova Cardín-Turnier in Havanna, Le, vor Manuel Parody, Kuba;

- 1979, 1. Platz, Panamerikanische Spiele in San Juan (Puerto Rico), Le, vor Roberto Andrino, Puerto Rico und Rafael Rodríguez, Dom. Rep.;

- 1980, 1. Platz, Giraldo Córdova Cardín-Turnier in Holguin, Fe, vor Carlos García, Kuba;

- 1980, Silbermedaille, OS in Moskau, Fe, hinter Rudi Fink, DDR u. vor Krzysztof Kosedowski, Polen u. Wiktor Rybakow, UdSSR;

- 1981, 1. Platz, Giraldo Córdova Cardín-Turnier in Havanna, Fe, vor Ramon Gregoire;

- 1981, 1. Platz, II. World Cup in Montreal, Fe, vor Samson Khatchatrian, UdSSR u. Park Chul-Kim, Südkorea;

- 1982, 1. Platz, Giraldo Córdova Cardín-Turnier in Guantánamo, Fe, vor Eduardo Moreira, Kuba;

- 1982, 1. Platz, Centralamer. u. Caribbean Championships in Havanna, Fe, vor Sammy Fuentes, Puerto Rico u. J. Ibellos, Mexiko;

- 1982, 1. Platz, WM in München, Fe, vor Rawsalin Otgongayar, Mongolei, Richard Nowakowski, DDR u. Bernard Gray, USA;

- 1983, 1. Platz, Giraldo Córdova Cardín-Turnier in Santiago de Cuba, Fe, vor Jesús Sollet, Kuba;

- 1983, 1. Platz, Panamerikanische Spiele in Caracas, Fe, vor Santos Cordona, Puerto Rico u. Rafael Zuniga, Kolumbien;

- 1984, 1. Platz, Freundschaftsturnier in Havanna, Fe, vor Serik Nurkazow, UdSSR u. Jo Ren Sik, Nordkorea;

- 1985, 1. Platz, Giraldo Córdova Cardín-Turnier in Ciego de Ávila, Le, vor Ito Torriente, Kuba;

- 1985, 1. Platz, Chemie-Pokal in Halle (Saale), Le, vor Nerguin Enchbat, Mongolei;

- 1985, 1. Platz, Turnier in Mestre b. Venedig, Le, vor Michele Cardanello, Italien u. Dariusz Kosedowski, Polen;

- 1985, 2. Platz, Turnier in Bydgoszcz/Polen, Le, hinter Orzubek Nazarow, UdSSR u. vor Torsten Koch, DDR;

- 1986, 1. Platz, Grand Prix in Ústí nad Labem, Le, vor R. Hajek, CSSR;

- 1986, 1. Platz, Giraldo Córdova Cardín-Turnier in Camagüey, Le, vor Ramón Gregoire, Kuba;

- 1986, 1. Platz, WM in Reno, Le, vor Engels Pedroza, Venezuela, Orzubek Nazarow u. Emil Tschuprenski, Bulgarien

## Länderkämpfe
- 1977 in Houston, USA gegen Kuba, Ba, Punktsieger über Wayne Linum,
- 1978 in Havanna, Kuba gegen USA, Ba, Punktniederlage gegen Rocky Lockridge,
- 1978 in New York, USA gegen Kuba, Ba, Punktsieger über Jackie Beard,
- 1979 in Havanna, Kuba gegen USA, Le, Punktniederlage gegen Johnny Bumphus,
- 1980 in Charlotte, USA gegen Kuba, Fe, Punktsieger über Bernard Taylor,
- 1982 in Havanna, Kuba gegen USA, Fe, Punktsieger über Dino Ramirez,
- 1092 in Reno, USA gegen Kuba, Fe, Punktsieger über Bernard Gray,
- 1983 in Havanna, Kuba gegen USA, Fe, Abbruchsieger 1. Runde über Dino Ramirez,
- 1984 in Reno, USA gegen Kuba, Punktniederlage gegen Meldrick Taylor

## Kubanische Meisterschaften
(1974 Halbfinal-, ab 1976 Finalergebnisse)
- 1974, Fl, Punktniederlage gegen Ramón Duvalón,
- 1976, Ba, Sieger über José Aguilar,
- 1977, Ba, Punktsieger über Raúl Despaigne,
- 1978, Ba, Sieger über Jesús Sollet,
- 1979, Ba, Sieger über Hermes California Mejia,
- 1980, Fe, Punktsieger über Ángel Herrera,
- 1981, Fe, Punktsieger über Ramón Gregoire,
- 1982, Fe, Punktsieger über Ramón Gregoire,
- 1983, Fe, Punktsieger über Jesús Sollet,
- 1984, Fe, Punktsieger über Jesús Sollet,
- 1985, Le, Punktsieger über Ito Torriente,
- 1986, Le, Punktsieger über Ramón Gregoire